# Bruce Morse
Bruce Morse je americký rockový bubeník. V roce 1966 nahradil Jacka Pinneyho ve skupině Iron Butterfly; ze skupiny však odešel ještě toho roku a nahradil jej Ron Bushy. Během své kariéry řadu let pracoval jako studiový hudebník a spolupracoval s mnoha dalšími hudebníky, mezi které patří Little Richard nebo Frank Zappa.